# Horacio Rentería Rocha
Horacio Rentería Rocha (* 21. Oktober 1912 in Victoria de Durango, Mexiko; † 2. März 1972 in Mexiko-Stadt) war ein mexikanischer Maler.

## Leben
Horacio Rentería Rocha wurde 1912 in Victoria de Durango im mexikanischen Bundesstaat Durango in einfachen Verhältnissen geboren. Als Kind malte Horacio mit Kalk, Ziegelmehl und verbrannter Kohle Landschaften, Porträts und Kinder an verblichene Hauswände. Den Bachelor-Abschluss machte er an der Juárez-Universität in Durango. Anschließend arbeitete er als Mathematikprofessor, bis er seine Berufung „das Malen“ zu seinem Hauptberuf machte. 
Horacio wurde Schüler von William de Lourdes, der im Jahre 1932 in der Oberschule Guateloupe Victoria Wandmalereien kreierte. 1935 avisierte Horacio zum Assistenten des Meisters bei der Gestaltung der Fresken im Palast von Durango. Hier entstand im ersten Stock des Gebäudes das Gemälde „Mit offenen Armen schützt das Vaterland die Menschen“. Im Jahre 1936 erhielt er den Auftrag, den Innenhof des Gebäudes künstlerisch aufzuwerten. 
In dieser Zeit entstand eine enge Freundschaft zur mexikanischen Künstlerin Frida Kahlo (1907–1954). Sie teilten nicht nur die gemeinsame Leidenschaft für die Kunst, sondern auch eine tiefe persönliche Verbundenheit. Als Zeichen ihrer Wertschätzung überreichte Frida Kahlo ihm, im Jahr 1941, das Gemälde „Selbstportrait mit Affen“, als exklusive Schenkung. Das Werk zeigt Frida Kahlo mit Affen und gilt als eines ihrer bekanntesten und symbolträchtigsten Bilder.
Er starb am 2. März 1972 nach langer schwerer Krankheit.

## Werk
Im Laufe der Zeit wurden seine Werke über die Grenzen Mexikos hinaus bekannt. Speziell die Bildserie „Kinder“ im kleinen Format, bei der prächtig gekleidete Jungen und Mädchen in lyrischer Umgebung idealisiert wurden, fanden in den Metropolen Frankreichs und der USA Anklang. Heute werden diese Ölgemälde mit Kindermotiven in internationalen Galerien ausgestellt. Die Komposition von Figuren mit regionalen Landschaftsschönheiten tritt häufig auf.
Horacios Werke werden weltweit gehandelt. Zu den bekanntesten Sammlern gehören Schauspieler Henry Fonda, Modedesigner Christian Dior, der englisch-amerikanische Dirigent Leopold Stokowski und der ehemalige US-Präsident Lyndon B. Johnson. Vor allem die Kindermotive der mexikanischen Kultursymbole sind in den USA sehr gefragt. Im Bundesstaat Florida, einem traditionellen Einwanderungsland für Latinos, sind die Werke sehr beliebt.
Die Werke von Horacio wurden in Museen wie dem Louvre in Paris, dem Museo del Prado in Madrid und im Nationalmuseum der Kunst in Mexiko ausgestellt. Die wertvollsten Gemälde werden auf dem nord- und südamerikanischen Kunstmarkt zwischen einer und drei Millionen US-Dollar gehandelt.